# Rödö (öst Järsö, Lemland, Åland)
Rödö är en ö i Åland (Finland). Den ligger i Skärgårdshavet och i kommunen Lemland i landskapet Åland, i den sydvästra delen av landet. Ön ligger nära Mariehamn och omkring 270 kilometer väster om Helsingfors.
Öns area är 18,7 hektar och dess största längd är 0,7 kilometer i sydöst-nordvästlig riktning.